# Carin Berling
Carin Berling, född 9 april 1987, är en svensk fotbollsspelare (mittfältare) som spelar i Kopparbergs/Göteborg sedan säsongen 2007.